# Dame von Saint-Sernin
Der Dame von Saint-Sernin genannte, auf 3300–2200 v. Chr. datierte 107 cm hohe Statuenmenhir stammt aus Saint-Sernin-sur-Rance in der Grafschaft Rouergue und steht heute mit anderen Statuenmenhiren im Musée Fenaille in Rodez im Département Aveyron in Frankreich. Die in der Rouergue entdeckten Statuenmenhire sind Skulpturen aus Sandstein, deren Form an Menhire erinnert, die aber allseitig überformt wurden.
Die Dame von Saint-Sernin trägt einen weiten Mantel mit schweren, parallelen Falten. Die Taille ist mit einem Gürtel markiert. Die Arme sind vor der Brust verschränkt. Die Gesichtszüge sind vereinfacht dargestellt. Augen und Nase sind angedeutet, ebenso wie Tätowierungen in Form von parallelen Linien auf den Wangen.
Die Gruppe der Statuenmenhire der Rouergue zeigen meist die Tracht und das Zubehör von Männern. Sie tragen Waffen und ein Geschirr über der Brust, das hinten von einem Riemen gehalten wird, der den Gürtel verbindet. Eine dreieckige Vorrichtung, die mit einem Ring versehen ist, ist daran aufgehängt. Da diese nicht zu bestimmen ist, haben Archäologen ihr den Namen „Objekt“ gegeben. Weibliche Figuren haben Brüste, mehrreihige Halsketten und Haare, die als Pferdeschwanz getragen werden.

Karte der Rouergue (heute Aveyron)

Die Entdeckung des Statuenmenhirs von Saint-Sernin markiert den Anfang des Studiums dieser Monumentart. Die in der Rouergue entdeckten Statuen stellen eine zahlreiche Gruppe dar.
Die Menhire sind die ältesten im Westen Europas bekannten monumentalen Statuen. Die Figuren aus dem Jungpaläolithikum erreichen selten eine Höhe von 30 cm. Ende des Neolithikums stellte der Mensch zunächst fast reale und manchmal übergroße Figuren dar, deren Bedeutung jedoch noch offen ist.